# Korsbackaskolan
Korsbackaskolan är en högstadieskola som ligger i stadsdelen Korsbacka i Kävlinge i Skåne län. 
Skolan är byggd för att kunna användas som krigssjukhus. Denna stabila uppbyggnad leder i sin tur till att bara ytslitage har uppstått och skolan är i stomme och helhet hel. Inom skolområdet ligger även Olympiaskolan som är för de lägre årskurserna.
Korsbackaskolan används som vallokal vid allmänna val.